# Барбери (Оаза)
Барбери (фр. Barbery) насеље је и општина у североисточној Француској у региону Пикардија, у департману Оаза која припада префектури Санлис.
По подацима из 2011. године у општини је живело 539 становника, а густина насељености је износила 70,92 становника/km². Општина се простире на површини од 7,6 km². Налази се на средњој надморској висини од 86 метара (максималној 102 m, а минималној 68 m).

## Демографија
| 1962. | 1968. | 1975. | 1982. | 1990. | 1999. | 2011. |
| ----- | ----- | ----- | ----- | ----- | ----- | ----- |
| 508   | 531   | 480   | 452   | 483   | 518   | 539   |

График промене броја становника у току последњих година